# 准如
准如（じゅんにょ）は、安土桃山時代から江戸時代の浄土真宗の僧。浄土真宗本願寺派第12世宗主（法主・門主）。西本願寺住職。諱は光昭。院号は理光院、諡は信光院。法印大僧正。父は第11世門主顕如、母は如春尼（三条公頼の娘・細川晴元の養女）。兄は真宗大谷派（東本願寺）第12代門主教如、真宗興正派（興正寺）第17世門主顕尊。妻は顕尊の娘で姪に当たる慈照院如尊、祇園宝光院（宝寿院参照）の息女・寿光院准勝。子に第13世宗主良如、准良。

## 生涯
年齢は数え年。日付は文献との整合を保つため、いずれも旧暦（宣明暦）表示を用いる（生没年月日を除く）。

### 幼少期
天正5年7月9日（1577年8月3日）、誕生。
幼少期は天正9年（1581年）に越前へ下り、福井御坊（本行寺）へ入ったとされるが、5歳のため実際には越前へ赴いていないとも考えられている。これ以後の行動は分かっておらず、天正19年（1591年）2月3日の天満本願寺での得度まで記録に載っていない。得度は父が取り仕切り、「准如光昭」の法号と諱も父から与えられ、理光院の院号を称して門跡と呼ばれ、略して「理門」とも呼ばれたが、父の後継者は長兄の教如であり、翌天正20年（1592年）11月24日に父が亡くなった後、25日に母如春尼の剃髪、12月10日の父の葬礼を取り仕切ったのも教如で、葬礼後は豊臣秀吉の教如宛朱印状で門主継職を認められた。准如は母の剃髪で次兄顕尊と共に介錯役を務め、父の葬礼には2人の兄に従っている。前述の秀吉の朱印状では准如への言及があり、顕尊と准如の面倒を見ること、母にも孝行を尽くすよう秀吉が教如に説いている。

### 本願寺継承
ところが、准如の立場は一変する。教如が短期間で門主を退き、後釜に選ばれたからである。
教如は門主になったが、坊官の下間仲孝を閉門処分にして奏者から追い出し、側近の下間頼龍を後任に据えるなど自派の人間を取り立て反対派に脅威を与えたため、文禄2年（1593年）閏9月12日、母如春尼ら反教如派の働きかけに応じたとされる秀吉から大坂城へ呼び出された。4日後の16日に大坂城での取り調べで不行跡を咎められ、顕如が准如へ門主を譲ると書いた天正15年（1587年）12月6日付の譲状を根拠に、秀吉から10年後に門主を准如へ譲ることを命じられた教如は了承した。だが筆頭家臣の下間頼廉が秀吉に異議を申し立て教如の正当性を主張、譲状は門徒の主要な指導者に披露された上で発効するので、譲状の存在は疑わしいと主張して強硬に抵抗した。これにより秀吉の怒りを買ってしまい「今すぐ退隠せよ」との命が下され、17日に教如から退隠を認める文書が、准如から継職を受ける文書がそれぞれ秀吉の家臣施薬院全宗・長束正家らに提出、10月13日に関白豊臣秀次（秀吉の甥）が、16日に秀吉が朱印状を出した。こうして准如が門主を継承することが決定し、教如は退隠させられた。
譲状は真贋どちらか論争があり、辻善之助が提唱した偽物説、金龍静が反論した本物説、上場顕雄が本物説に疑問を挙げるなど、現在も真贋は不明である。譲状の日付に注目して書かれた理由も探られ、天正15年までに病気で体力の限界を感じた顕如が隠居を考えて書いたと推測されている（教如が指名されなかった理由は、天正8年（1580年）に義絶した教如とは天正10年（1582年）に和解したが、完全修復に至っていなかったからとされる）。また譲状の実効性に疑問点が出され、顕如の存命中は教如が後継者として一般にも本願寺教団にも認識されていたと推測、譲状は周りに知られておらず、教如が取り調べを受けた文禄2年まで実効性が無かった可能性も上がっている。
西本願寺の主張によると、もともと教如は天正8年の石山本願寺退去の折、織田信長への抗戦継続（石山合戦）を断念した父に背いて石山本願寺に篭るなど父と不仲で、信長の跡を継承した秀吉にも警戒されており、自然と准如が立てられるようになったという。顕尊も准如の後見人として自分の娘を正室として迎えさせるなど准如の支持にまわっており、最終的に如春尼が秀吉に頼み込んで准如の相続が実現する。

### 基盤固めと家康との接触
退隠したはずの教如だが、本願寺境内の北に広大な屋敷を建てて移り住んだ。「北ノ御所」と称されたこの屋敷で門徒たちへ父や親鸞の御影を下付したり、支持者たちを集めたり本願寺再興を画策するなど、隠居生活を送らず門主同然の振る舞いを続けた。これに対抗するため准如も御影を下付したり、家臣から誓詞を提出させて基盤固めに奔走した。誓詞提出は侍衆や絵師・尊像の表装を担当する表具師にまでおよび、下間頼廉の文禄2年10月5日付の誓詞提出に始まり、文禄4年（1595年）10月23日付の侍衆18人の連判誓詞提出で一段落（提出は翌文禄5年（1596年）3月まで続いた）、奏者は下間氏から下間頼廉・下間頼純・下間頼賑を任命して体制を整えた。とはいえ他の家臣や門徒たちは教如と准如の間で去就に迷い、両方に分裂する家も少なくなかった。
同年閏7月13日に発生した慶長伏見地震で本願寺本山が大きな被害を被り、阿弥陀堂は無事だが御影堂や諸堂が倒壊、寺内町にも被害がおよぶ災難に見舞われ、翌慶長2年（1597年）に再建した御影堂へ移徙した。同年、大坂楼の岸にあった坊舎を移転し津村別院を創設した。他にも福井別院・岐阜別院・堺別院・尾崎別院・御所御坊など多くの別院を創設・整備、地方教団の統制に重要な役割を果たす別院は准如の頃に基礎が形成された。
慶長5年（1600年）、徳川家康が会津征伐へ向かうと、教如と准如は家康との面会を図るが、石田三成に制止され途中で引き返した准如と対照的に教如は関東下向を果たして家康と面会、関ヶ原の戦い後の9月20日でも家康と大津城で再会した。しかし准如は下間仲孝の息子下間仲世が大垣で参陣したことが西軍に加担したと家康に讒言され、すぐに面会出来なかったばかりか、本願寺関係者の端坊明勝が西軍の主要部将安国寺恵瓊を匿った罪で捕縛・処刑され立場は悪化、家康の家臣本多正純や柳原資俊の妻などに働きかけて11月17日頃にやっと家康と面会を果たした。しかし教如が家康との親密さを増していくのと比べ待遇は悪く、慶長6年（1601年）8月16日に家康へ献上した折台を家臣に踏み潰されるという仕打ちを受け、家康との関係で教如に後れを取っていた。
こうした苦い体験を経て積極的に大名との交際を広げ、慶長8年（1603年）に家康の征夷大将軍就任を祝うため江戸へ下向した（2月に伏見城でも家康と対面したが、教如と対面する順番を争い教如が先に対面した）。以降もたびたび江戸へ下向、慶長19年（1614年）の大坂の陣で家康を訪問、2人の息子結城秀康と徳川秀忠ともそれぞれ慶長8年と元和3年（1617年）に面会している。他の大名とも折に触れて接触、浅野幸長・藤堂高虎・森忠政・田中吉政とは面会や親族の葬儀を通じて交際、本人の葬儀を仕切る場合もあった。

### 本願寺東西分立
慶長7年（1602年）、家康が教如に七条烏丸に四町四方の寺地を寄進し、東本願寺が分立する。このため准如が継承した七条堀川の本願寺は西本願寺と呼ばれるようになる。本願寺の分立にともない、本願寺教団は東西に分裂する。
一説によると、若き日に三河一向一揆に苦しめられた家康が、本願寺の勢力を弱体化させるために、教如を唆して本願寺を分裂させたと言われているが、明確にその意図が記された史料がないため断定はできない。
現在の真宗大谷派は、この時の経緯について、「教如は法主を退隠してからも各地の門徒へ名号本尊や消息（手紙）の配布といった法主としての活動を続けており、本願寺教団は関ヶ原の戦いよりも前から准如を法主とするグループと教如を法主とするグループに分裂していた。家康の寺領寄進は本願寺を分裂させるためというより、元々分裂状態にあった本願寺教団の現状を追認したに過ぎない」という見解を示している。
東西本願寺の分立が後世に与えた影響については、「戦国時代には大名に匹敵する勢力を誇った本願寺は分裂し、弱体化を余儀なくされた」という見方も存在するが、前述の通り本願寺の武装解除も顕如・准如派と教如派の対立も信長・秀吉存命の頃から始まっており、江戸時代に同一宗派内の本山と脇門跡という関係だった西本願寺と興正寺が、寺格を巡って長らく対立して幕府の介入を招いたことを鑑みれば、教如派が平和的に公然と独立を果たしたことは、むしろ両本願寺の宗政を安定させた可能性も否定出来ない。

### 東西分立後
東本願寺が分立した慶長7年、西本願寺は東本願寺へ走った者が後を絶たなかった。誓詞提出者も例外ではなく親族が教如の御供に加わっており、対象は奏者にもおよび下間頼賑が慶長9年（1604年）に閑居していた所を教如に召し出された。こうした事態を受けて西本願寺の家臣たちは相次いで准如へ誓詞を提出、同年1月23日付の誓詞で小姓ら15人が連名で准如の食事の毒見などの用心、機密事項を親類はおろか連名者の間でも漏らさないことを誓った。また奏者の下間仲孝・下間頼芸はそれぞれ9月8日と11日付の誓詞で准如への忠誠と教如と接触しないことを誓い、11月26日付の誓詞で下間頼良ら侍衆16人が連名で情報漏洩をしないことを誓うなど、准如の周辺は不安定で毒殺が心配されるほどの状況で、教如方の工作にも警戒しなくてはいけない緊張状態に置かれていた。
慶長11年（1606年）になると、4月に年寄6人が勝手に出仕を止める事件が起こり、このうち3人の年寄である下間頼良の2人の叔父下間宗清・仲玄兄弟と下間頼芸（頼賢）が10月に准如へ誓詞を提出して謝罪したが、宗清は翌慶長12年（1607年）以降と推定される准如宛の誓詞で勝手に教如の所に出向いたことを改めて謝罪している。慶長9年の誓詞提出者だった頼良が東本願寺へ移り、准如の甥の興正寺准尊（顕尊の息子、妻の弟でもある）が独立を図るなど、西本願寺はこの時も東本願寺の工作と家臣や一門の不穏な態度に動揺していた。
慶長13年（1608年）12月27日、勅命により大僧正となった。慶長16年（1611年）3月18日から28日までの10日間にわたり親鸞三百五十回忌法要が行われたが、東西どちらに所属するか迷っていた門徒たちは日中は西本願寺へ、夜に東本願寺へ出仕していたとされ、法要でも東西それぞれが行い、東本願寺は西本願寺の終了後に法要を開始、能や振る舞い料理も別の日に行ったが、参詣者は東本願寺が多かったという。
元和3年、江戸に浅草御坊（浅草御坊は明暦の大火（明暦3年（1657年）1月18日から20日）により消失、延宝7年（1679年）に移転・再建し、平成20年（2008年）現在は築地本願寺になっている）を建立して教団の拡大に努める。だが同年12月20日、本山が火災で再び大きな被害を出し、阿弥陀堂・御影堂と対面所その他が類焼した。翌元和4年（1618年）に対面所・阿弥陀堂を再建、自ら描いた聖徳太子像と画工徳力善三に描かせた三国六高僧像を阿弥陀堂に安置したが、御影堂再建まではならず次代に持ち越された。

### 示寂
寛永7年11月30日（1631年1月2日）、享年54（満53歳没）にて示寂。長男の阿茶は慶長14年（1609年）7月5日に6歳で夭折、次男の良如が第13世門主となる。

## 学問と文芸の振興
学問好きで慶長2年に『愚禿鈔』を加点校合、慶長7年に『浄土文類聚鈔』を刊行した他、公卿や学僧と交流を持った。また古式や催事の復興にも熱心で、慶長17年（1612年）7月30日に盆踊りを開催、慶長18年（1613年）1月1日に祖像への献盃式（酒海式）を、1月3日に松囃子を再興、11月20日には報恩講の前に御真影を浣洗する式（御行水）などを定めた。姻戚関係にある公家山科言経（次兄顕尊と言経の互いの妻が姉妹）から10歳の時に笙・笛の手ほどきを受けたことで芸能への関心も高く、1月2日に舞台をしつらえて謡始をすることを年中行事にしたり、御堂の法事で奏楽をする習慣をつけたりしている。和歌と連歌も嗜んだ。
また法義を書いた消息を門徒へ配って教化を図り、書き留めた消息が数冊に纏められ本山に保管されている。この教化目的の消息（御消息）は准如の消息が源流とされている。
自ら報恩講の日記を書き記し、慶長元年（1596年）・2年（1597年）・6年（1601年）・9年（1604年）・13年（1608年）・14年（1609年）・18年（1613年）の7年分が現存している。これは准如個人の記録で、彼が報恩講主催者としての責任感から書いたこの日記は所々に書き加えと書き改めた部分が見られ、准如直筆であることが分かるだけでなく、関係者の動向や報恩講の経過を確認出来るため近世本願寺の様子を窺う重要な史料となっている。